# Armégrupp Mitten
Armégrupp Mitten (tyska: Heeresgruppe Mitte) var namnet på två olika tyska armégrupper som stred på östfronten under andra världskriget. Den ursprungliga armégrupp Mitten skapades den 22 juni 1941 inför operation Barbarossa, som en av tre armégrupper som skulle invadera Sovjetunionen. Armégruppen nådde ända till Moskvas förorter innan krigslyckan på östfronten vändes. I januari 1945, efter att den ursprungliga armégrupp Nord inringats i Kurlandfickan som en följd av den sovjetiska offensiven 1944, döptes armégrupp Mitten om till armégrupp Nord varefter armégrupp A tog över namnet Armégrupp Mitten. Armégrupp Mitten besegrades slutgiltigt av Sovjetledda styrkor efter Pragoffensiven 1945. Striderna runt Prag upphörde inte förrän 11 maj 1945, tre dagar efter den officiella tyska kapitulationen varefter merparten av de överlevande soldaterna på den tyska sidan hamnade i sovjetisk fångenskap.

## Operation Barbarossa
Armégrupp Mitte hade tilldelats huvuduppgiften att anfalla längs med linjen Warszawa-Moskva. Detta var inte för att man såg Moskva som ett huvudmål utan för att man väntade sig att huvuddelen av Röda Armén skulle vara grupperad där och målet var att slå ut så stor del av Röda Armén tidigt i fälttåget.

### Organisation
Vid början av offensiven hade armégruppen följande organisation:
- Panzergruppe 3
- 9. Armee
- 4. Armee
- Panzergruppe 2
- 2. Armee
- Luftflotte 2

## Moskva
Armégrupp Mitte bar huvudansvaret för anfallet mot Moskva som började den 2 oktober 1941.

## Operation Bagration
1944 var armégrupp Mitte grupperad för försvar i Vitryssland när sovjetstyrkorna inledde storoffensiven Operation Bagration. Offensiven blev en fullständig framgång för sovjetstyrkorna trots mycket stora förluster och armégrupp Mitte drogs kraftigt försvagat västerut, ut ur Sovjetunionen. 

### Organisation
Vid början av offensiven hade armégruppen följande organisation:
- 2. Armee
- 9. Armee
- 4. Armee
- 3. Panzerarmee

## Befälhavare
- 22 juni 1941 Fedor von Bock
- 19 december 1941 Günther von Kluge
- Under julen 1941:  Günther Blumentritt
- 12 oktober 1943 Ernst Busch
- 28 juni 1944 Walter Model
- 16 augusti 1944 Georg Hans Reinhardt
- 17 januari 1945 Ferdinand Schörner